# Biwong-Bulu
Biwong-Bulu es una comuna camerunesa perteneciente al departamento de Mvila de la región del Sur. Fue creada en 2007 al separarse de la antigua comuna rural de Ebolowa.
En el censo de 2005, en el territorio de la actual comuna vivían 12 867 habitantes.
Se ubica unos 30 km al sureste de la capital regional Ebolowa.

## Localidades
Comprende, además de Biwong-Bulu, las siguientes localidades:
- Abiete Yendjok
- Akak-Yevol
- Akom
- Akpwae
- Biba III
- Biba-Yevol
- Biboulemam
- Ebe
- Efoulan-Ndong
- Elone
- Eminemvom
- Essangong
- Koungoulou-Ngoé
- Lobe
- Mamenyie
- Mang
- Mbounezok
- Melane
- Mendoum
- Messambe-Ndong
- Metyikpwale-Ngoé
- Minkpwele
- Momebili
- Mvong
- Mvoula
- Ngomeden
- Ngone
- Njana
- Nkoetye
- Nkolbityé
- Nkolebane
- Nkolenyeng
- Nkone
- Nkong-Edjom
- Nkongmedzap
- Nkpwaebaé
- Nloupessa-Yevol
- Nselang
- Obem
- Okpweng
- Ondondo
- Ongol
- Sonkoe
- Zoébefam
- Zouameyong